# Ratolí marsupial cuagruixut
El ratolí marsupial cuagruixut (Sminthopsis crassicaudata) és una espècie de petit marsupial semblant a un ratolí. Pertany a la família dels dasiúrids, que també inclou el ratolí marsupial cuavermell, els gats marsupials i el diable de Tasmània. Té una mida corporal mitjana de 60-90 mm amb una cua de 45-70 mm. Les orelles mesuren 14-16 mm. El seu pes varia entre 10 i 20 grams, fent-ne un dels marsupials carnívors més petits. La cua esdevé gruixuda a uns quants mil·límetres de l'anus, fins a la punta de la cua.